# Alice Krige
Alice Maud Krige (Upington, 1954. június 28. –) dél-afrikai színésznő, producer.
Legismertebb alakítása Borg királynő a Star Trek-univerzumban. A Tűzszekerek című filmben is szerepelt.

## Fiatalkora
Upingtonban, Patricia pszichológia professzor és Louis Krige orvos lányaként. Később Gqeberha-ba költöztek, két testvérrel, akik közül az egyik orvos, a másik pedig sebészprofesszor lett.
Grahamstownban lévő Rhodes Egyetemre járt, ahol klinikai pszichológusnak készült. A színészet felé fordult, miután a Rhodeson színjátszó tanfolyamra járt, majd kitüntetéssel elvégezte a Bachelor of Arts diplomát és a BA Hons diplomát dráma szakon. Londonba ment, hogy a Central School of Speech and Drama-ra járjon.

## Pályafutása
1983-ban az Arms and the Man című filmben szerepelt. 2005-ben a Dinasztia: A színfalak mögött című filmben szerepelt. 2011-ben a Kémvadászok című sorozatban szerepelt. Még ebben az évben szerepelt a Waking the Dead című sorozatban. 2013-ban a Thor: Sötét világ című filmben szerepelt. 2016 és 2019 között az Angyal? című sorozatban szerepelt. 2023-ban a Star Trek: Picard című sorozatban szinkronizált.

## Magánélete
1988 óta házasságban él Paul Schoolman rendezővel.

## Filmográfia

### Filmek
| Év   | Magyar cím                             | Eredeti cím                                  | Szerep                      | Magyar hang         |
| ---- | -------------------------------------- | -------------------------------------------- | --------------------------- | ------------------- |
| 1976 |                                        | Vergeet My Nie                               | Welma de Villiers           |                     |
| 1981 | Tűzszekerek                            | Chariots of Fire                             | Sybil Gordon                | Kiss Mari           |
| 1981 | Szellemjárás                           | Ghost Story                                  | Eva Galli / Alma Mobley     | Pápai Erika         |
| 1985 | Dávid király                           | King David                                   | Betsábé                     | Jani Ildikó         |
| 1987 | Törzsvendég                            | Barfly                                       | Tully Sorenson              | Benkő Márta         |
| 1988 | Kísértetek nyara                       | Haunted Summer                               | Mary Shelley                | Csere Ágnes         |
| 1989 | Reggel találkozunk                     | See You in the Morning                       | Beth Goodwin                | Majsai-Nyilas Tünde |
| 1992 | Alvajárók                              | Sleepwalkers                                 | Mary Brady                  | Ábrahám Edit        |
| 1992 | Kém Rt. – Kémek, hazugságok, alibik    | Spies Inc.                                   | Isabelle                    |                     |
| 1994 |                                        | Sea Beggars.                                 | feleség                     |                     |
| 1995 | Benjamenta Intézet                     | Institute Benjamenta                         | Lisa Benjamenta             |                     |
| 1996 |                                        | Amanda                                       | Audrey Farnsworth           |                     |
| 1996 | Star Trek: Kapcsolatfelvétel           | Star Trek: First Contact                     | Borg királynő               | Császár Angela      |
| 1997 |                                        | Twilight of the Ice Nymphs                   | Zephyr Eccles               |                     |
| 1997 | Élőhely                                | Habitat                                      | Clarissa Symes              | Antal Olga          |
| 1998 |                                        | The Commissioner                             | Isabelle Morton             |                     |
| 1999 | Molokai: Az átok szigete               | Molokai: The Story of Father Damien          | Marianne Cope nővér         |                     |
| 2000 | Hívószó                                | The Calling                                  | Elizabeth Plummer           |                     |
| 2000 |                                        | The Little Vampire                           | Freda Sackville-Bagg        |                     |
| 2001 |                                        | Superstition                                 | Mirella Cenci               |                     |
| 2001 |                                        | Vallen                                       | Monique                     |                     |
| 2002 | 2020: A tűz birodalma                  | Reign of Fire                                | Karen Abercromby            | Incze Ildikó        |
| 2004 |                                        | Star Trek: The Experience - Borg Invasion 4D | Borg királynő               |                     |
| 2004 |                                        | Shadow of Fear                               | Margie Henderson            |                     |
| 2006 | Stay Alive – Ezt éld túl!              | Stay Alive                                   | szerző                      |                     |
| 2006 | Silent Hill – A halott város           | Silent Hill                                  | Christabella LaRoache       | Kocsis Judit        |
| 2006 | Gyilkos szerelem                       | Lonely Hearts                                | Janet Long                  | Németh Kriszta      |
| 2006 | Kalandtúra                             | The Contract                                 | Gwen Miles ügynök           | Mics Ildikó         |
| 2007 |                                        | Ten Inch Hero                                | Zo                          |                     |
| 2008 | Kiközösítés                            | Skin                                         | Sannie Laing                | Kovács Nóra         |
| 2008 |                                        | The Betrayed                                 | Falco                       |                     |
| 2009 | Solomon Kane                           | Solomon Kane                                 | Katherine Crowthorn         | Kovács Nóra         |
| 2010 | A varázslótanonc                       | The Sorcerer's Apprentice                    | Morgan le Fay               | Kútvölgyi Erzsébet  |
| 2011 |                                        | Will                                         | Carmel nővér                |                     |
| 2012 |                                        | Jail Caesar                                  | kalóz kapitány              |                     |
| 2013 | Thor: Sötét világ                      | Thor: The Dark World                         | Eir                         | Ősi Ildikó          |
| 2017 | Egy herceg karácsonyra                 | A Christmas Prince                           | Helena királyné             | Kovács Nóra         |
| 2017 | A kis vámpír                           | The Little Vampire 3D                        | Freda Sackville-Bagg (hang) |                     |
| 2018 | Egy herceg karácsonyra: Királyi esküvő | A Christmas Prince: The Royal Wedding        | Helena királyné             | Kovács Nóra         |
| 2018 |                                        | A Rose in Winter                             | Anna Reinach                |                     |
| 2019 | Egy herceg karácsonyra: A királyi bébi | A Christmas Prince: The Royal Baby           | Helena királyné             | Kovács Nóra         |
| 2020 |                                        | Shingetsu                                    | nő                          |                     |
| 2020 | Juliska és Jancsi                      | Gretel & Hansel                              | Boszorkány                  | Kovács Nóra         |
| 2020 | A csend öblében                        | The Bay of Silence                           | Vivian                      |                     |
| 2021 |                                        | She Will                                     | Veronica Ghent              |                     |
| 2021 |                                        | Echoes of the Past                           | Andrea Foss                 |                     |
| 2022 | A texasi láncfűrészes mészárlás        | Texas Chainsaw Massacre                      | Virginia "Ginny" McCumber   | Menszátor Magdolna  |

### Televíziós szerepek
| Év        | Magyar cím                       | Eredeti cím                                    | Szerep                 | Megjegyzések                                                                         |
| --------- | -------------------------------- | ---------------------------------------------- | ---------------------- | ------------------------------------------------------------------------------------ |
| 1980      |                                  | BBC2 Playhouse                                 | Emily                  | 1 epizód                                                                             |
| 1980      | Két város története              | A Tale of Two Cities                           | Lucie Manette          | tévéfilm magyar hangja Farkasinszky Edit                                             |
| 1980      |                                  | The Professionals                              | Diana Molner           | 1 epizód                                                                             |
| 1983      |                                  | Arms and the Man                               | Raina                  | tévéfilm                                                                             |
| 1984      |                                  | Ellis Island                                   | Bridget O'Donnell      | minisorozat                                                                          |
| 1985      | Wallenberg: Egy hős története    | Wallenberg: A Hero's Story                     | Kemény Lisl            | tévéfilm magyar hangja Juhász Judit                                                  |
| 1985      | Gyilkos sorok                    | Murder, She Wrote                              | Nita Cochran           | 1 epizód                                                                             |
| 1986      |                                  | Dream West                                     | Jessie Benton Fremont  | minisorozat                                                                          |
| 1986      |                                  | Second Serve                                   | Gwen                   | tévéfilm                                                                             |
| 1988      |                                  | Baja Oklahoma                                  | Patsy Cline            | tévéfilm                                                                             |
| 1990      | Max és Helen                     | Max and Helen                                  | Helen Weiss            | tévéfilm                                                                             |
| 1991      |                                  | Strauss Dynasty                                | Olga                   | minisorozat                                                                          |
| 1991      |                                  | The Hidden Room                                | Jennifer               | 1 epizód                                                                             |
| 1991      |                                  | L'Amérique en otage                            | Parveneh Limbert       | tévéfilm                                                                             |
| 1992      | Végzetes kapcsolat               | Ladykiller                                     | May Packard            | tévéfilm                                                                             |
| 1992      | Beverly Hills 90210              | Beverly Hills, 90210                           | Anne Berrisford        | 1 epizód                                                                             |
| 1993      |                                  | Judgment Day: The John List Story              | Jean Syfert            | tévéfilm                                                                             |
| 1993      |                                  | Double Deception                               | Pamela Sparrow         | tévéfilm                                                                             |
| 1993      |                                  | Jack Reed: Badge of Honor                      | Joan Anatole           | tévéfilm                                                                             |
| 1993      | Vörös és fekete                  | Scarlet and Black                              | Madame de Renal        | minisorozat magyar hangja Kovács Nóra                                                |
| 1994      | Sharpe becsülete                 | Sharpe's Honour                                | La Marquesa            | tévéfilm magyar hangja Kocsis Judit                                                  |
| 1995      | József                           | Joseph                                         | Ráhel                  | tévéfilm magyar hangja Menszátor Magdolna                                            |
| 1995      | Az ismeretlen donor              | Donor Unknown                                  | Alice Stillman         | tévéfilm                                                                             |
| 1995      |                                  | Devil's Advocate                               | Alessandra Locatelli   | tévéfilm                                                                             |
| 1996      |                                  | Hidden in America                              | Dee                    | tévéfilm                                                                             |
| 1997      |                                  | Indefensible: The Truth About Edward Brannigan | Rebecca Daly           | tévéfilm                                                                             |
| 1998      |                                  | Close Relations                                | Louise                 | minisorozat                                                                          |
| 1998      |                                  | Welcome to Paradox                             | Aura Mendoza           | 1 epizód                                                                             |
| 1999      | Lelkem mélyén                    | Deep in My Heart                               | Annalise Jurgenson     | tévéfilm                                                                             |
| 1999      |                                  | Becker                                         | Dr. Sandra Rush        | 1 epizód                                                                             |
| 1999      |                                  | In the Company of Spies                        | Sarah Gold             | tévéfilm                                                                             |
| 2001      | Attila, Isten ostora             | Attila                                         | Galla Placidia         | minisorozat magyar hangja Hűvösvölgyi Ildikó (1. szinkron) Kovács Nóra (2. szinkron) |
| 2001      | Star Trek: Voyager               | Star Trek: Voyager                             | Borg királynő          | 1 epizód                                                                             |
| 2002      | Sírhant művek                    | Six Feet Under                                 | Borg királynő          | 2 epizód                                                                             |
| 2002      | Dinotópia – Őslények szigetepia  | Dinotopia                                      | Rosemary Waldo         | minisorozat magyar hangja Kovács Nóra                                                |
| 2003      | A Dűne gyermekei                 | Children of Dune                               | Lady Jessica           | minisorozat magyar hangja Császár Angela                                             |
| 2003      |                                  | The Death and Life of Nancy Eaton              | Snubby Eaton           | tévéfilm                                                                             |
| 2003–2004 |                                  | Threat Matrix                                  | Lily Randolph          | 2 epizód                                                                             |
| 2004      | Natalie Wood rejtélyes élete     | The Mystery of Natalie Wood                    | Maria Gurdin           | tévéfilm magyar hangja Kubik Anna                                                    |
| 2005      | Dinasztia: A színfalak mögött    | Dynasty: The Making of a Guilty Pleasure       | Joan Collins           | tévéfilm                                                                             |
| 2005      |                                  | Deadwood                                       | Maddie                 | 5 epizód                                                                             |
| 2006      | Esküdt ellenségek: Bűnös szándék | Law & Order: Criminal Intent                   | Gillian Booth          | 1 epizód                                                                             |
| 2006      | A szépség vonala                 | The Line of Beauty                             | Rachel Fedden          | tévéfilm                                                                             |
| 2006      | 4400                             | The 4400                                       | Sarah                  | 2 epizód                                                                             |
| 2007      | Tartózkodó érzelem               | Persuasion                                     | Lady Russell           | tévéfilm                                                                             |
| 2007      | Harcosok                         | Heroes and Villains                            | Letizia                | 1 epizód                                                                             |
| 2008      | Édes, drága titkaink             | Dirty Sexy Money                               | Alexis Wyeth           | 1 epizód                                                                             |
| 2009      | Kisvárosi gyilkosságok           | Midsomer Murders                               | Jenny Frazer           | 1 epizód                                                                             |
| 2011      |                                  | Waking the Dead                                | Karen Harding          | 2 epizód                                                                             |
| 2011      | Nyolcadik oldal                  | Page Eight                                     | Emma Baron             | tévéfilm magyar hangja Kovács Nóra                                                   |
| 2011      | Kémvadászok                      | Spooks                                         | Elena Gavrik           | 6 epizód                                                                             |
| 2014      | Tyrant – A vér kötelez           | Tyrant                                         | Amira Al Fayeed        | 20 epizód magyar hangja Vándor Éva                                                   |
| 2014      | NCIS                             | NCIS                                           | Margaret Clark         | 1 epizód                                                                             |
| 2015      | A szindikátus                    | The Syndicate                                  | Lady Hazelwood         | 6 epizód                                                                             |
| 2015      | Tommy és Tuppence forró nyomon   | Partners in Crime                              | Rita Vandemeyer        | 2 epizód                                                                             |
| 2016–2019 | Angyal?                          | The OA                                         | Nancy Johnson          | 9 epizód                                                                             |
| 2019      |                                  | Carnival Row                                   | Aoife Tsigani          | mellékszereplő                                                                       |
| 2020      | Az elmeorvos                     | The Alienist: Angel of Darkness                | Elizabeth Cady Stanton | 2 epizód                                                                             |
| 2021      |                                  | Star Trek: Lower Decks                         | Borg királynő (hang)   | 1 epizód                                                                             |
| 2023      |                                  | Son of a Critch                                | Millie                 | 1 epizód                                                                             |
| 2023      |                                  | Star Trek: Picard                              | Borg királynő          | 2 epizód                                                                             |